# Jonathan Marulanda
Jonathan Marulanda Vásquez  (Medellín, Antioquia, Colombia; 21 de noviembre de 1995) es un futbolista colombiano que juega de lateral derecho. Su equipo actual es el Fortaleza C.E.I.F.

## Trayectoria

### Inicios
Realizó las divisiones inferiores en Atlético Nacional, Águilas doradas, Envigado Fc, Ferrovalvulas, Ditaires Fútbol Club y Patriotas de Boyacá, aunque en ninguno de los anteriores equipos pudo debutar.

### Leones
Debutó profesionalmente con el Itagüí Leones Fútbol Club en la primera división en el 2018 donde tuvo una destacada actuación, lo que llevó a que equipos de primer nivel en el rentado local se fijaran en él. En su primer año como profesional jugó 18 partidos y anotó un gol ante Patriotas Boyacá. Marulanda se caracteriza por su criterio a la hora de jugar, por el aporte en salida, buena marca y dominio del juego aéreo.

### Independiente Medellín
El 21 de enero de 2019 fue confirmado por el Equipo del Pueblo como nuevo refuerzo de cara a las competencias del 2019.

### Atlético Nacional
Para el 2021 es contratado por el atlético nacional firmando por 1 temporada con opción de extender una más , en esta institución disputa 7 partidos como titular y 5 entrando desde el banquillo , anota su primer gol en la victoria 2-0  frente al deportivo Cali por la fecha 10 del torneo finalización.

### Deportes Tolima
En enero del 2022 fue anunciado por el equipo vinotinto y oro en donde deberá competir en los torneos de la presente temporada.

### Deportivo Cali
A inicios de diciembre del 2023 es fichado como Agente Libre por el Deportivo Cali con vistas para el 2024
Marcó su primer gol con la casaca verdiblanca el 4 de agosto del 2024 frente a su ex equipo Deportivo Independiente Medellín para la victoria del azucarero por 2-0 por el torneo finalización. El 31 de diciembre del 2024 sale del club, siendo actualmente agente libre.

## Clubes
| Club                   | País     | Año            | PJ | Goles |
| ---------------------- | -------- | -------------- | -- | ----- |
| Leones                 | Colombia | 2018           | 18 | 1     |
| Independiente Medellín | Colombia | 2019           | 24 | 2     |
| Deportes Tolima        | Colombia | 2020           | 15 | 0     |
| Atlético Nacional      | Colombia | 2021           | 37 | 1     |
| Deportes Tolima        | Colombia | 2022           | 34 | 0     |
| Independiente Medellín | Colombia | 2023           | 0  | 0     |
| Deportivo Cali         | Colombia | 2024-2025      | 19 | 2     |
| Fortaleza CEIF         | Colombia | 2025- Presente | 2  | 0     |

## Palmarés

### Campeonatos nacionales
| Título                | Club                   | País     | Año  |
| --------------------- | ---------------------- | -------- | ---- |
| Copa Colombia         | Independiente Medellín | Colombia | 2019 |
| Copa Colombia         | Atlético Nacional      | Colombia | 2021 |
| Superliga de Colombia | Deportes Tolima        | Colombia | 2022 |